# Französische Fußballnationalmannschaft (U-20-Frauen)
Die französische U-20-Fußballnationalmannschaft der Frauen repräsentiert Frankreich im internationalen Frauenfußball. Die Nationalmannschaft untersteht der Fédération Française de Football und wird seit 2021 von Sonia Haziraj trainiert. Der Spitzname der Mannschaft ist Les Bleuettes.
Die Mannschaft tritt bei der U-20-Weltmeisterschaft, dem einzigen offiziellen Turnier für U-20-Frauenmannschaften im europäischen Kontinentalverband, für Frankreich an. Die Qualifikation für das Turnier erfolgt durch die U-19-Nationalmannschaft bei der U-19-Europameisterschaft. Den bislang größten Erfolg feierte die französische U-20-Auswahl bei der U-20-Weltmeisterschaft 2016 in Papua-Neuguinea, als sie im Viertelfinale unter anderem Deutschland besiegte und erst im Finale dem späteren Sieger Nordkorea unterlag.

## Turnierbilanz

### Weltmeisterschaft
| Jahr   | Gastgeber       | Platzierung        |
| ------ | --------------- | ------------------ |
| 2002   | Kanada          | Gruppenphase       |
| 2004   | Thailand        | nicht qualifiziert |
| 2006   | Russland        | Viertelfinale      |
| 2008   | Chile           | 4. Platz           |
| 2010   | Deutschland     | Gruppenphase       |
| 2012   | Japan           | nicht qualifiziert |
| 2014   | Kanada          | 3. Platz           |
| 2016   | Papua-Neuguinea | Vize-Weltmeister   |
| 2018   | Frankreich      | 4. Platz           |
| 2020 1 | Costa Rica 1    | – 1                |
| 2022   | Costa Rica      | Viertelfinale      |
| 2024   | Kolumbien       | Achtelfinale       |

## Personen

### Trainer
- Stéphane Pilard (2006–2008)
- Jean-Michel Degrange (2010)
- Gilles Eyquem (2014–2021)
- Sonia Haziraj (2021–)